# Bandeirantes do Tocantins
Bandeirantes do Tocantins es un municipio brasileño situado en el estado de Tocantins. Según el censo de 2022, tiene una población de 3407 habitantes.
Se localiza a una latitud 7°45′43″ S y a una longitud 48°34′40″ O, a una altitud de 288 metros.
Tiene una superficie total de 1540.54 km².